# Yuzuru Hanyū
Yuzuru Hanyū (羽生 結弦 Hanyū Yuzuru, Sendai, prefectura de Miyagi, 7 de desembre de 1994) és un patinador japonès, doble campió olímpic als jocs de Sotxi 2014 i Pieonchang 2018 en patinatge artístic y doble campió mundial al 2014 i 2017. Va ser campió del Grand Prix de patinatge artístic sobre gel des de 2013 fins al 2016, i sis vegades campió nacional japonès el 2012, 2013, 2014, 2015, 2020 i 2021. Es va convertir en el guanyador més jove dels Jocs Olímpics des de Dick Button el 1948, i el primer asiàtic a guanyar l'or olímpic en patinatge masculí. El 2020 va guanyar la final dels Quatre continents, convertint-se en l'únic patinador masculí en solitari de la història a guanyar tots els tornejos a nivell júnior i sènior. En la final del Grand Prix de Barcelona el 2015, va assolir el rècord mundial fins a la data en el programa curt i la puntuació total. Hanyū es va convertir en el primer patinador en la història a completar un quadruple loop en una competició. Yuzuru Hanyū és, a més a més, el primer patinador en completar un quadruple axel en competició certificat per la ISU; això va succeir durant el seu programa lliure als Jocs Olímpics de Pequín de 2022. És l'únic patinador que ha guanyat quatre vegades consecutives la final del Grand Prix.

## Programes
| Temp.   | Programa curt                                                                                          | Programa lliure                                                                     |
| ------- | --- | ----------------------------------------------------------------------------------- |

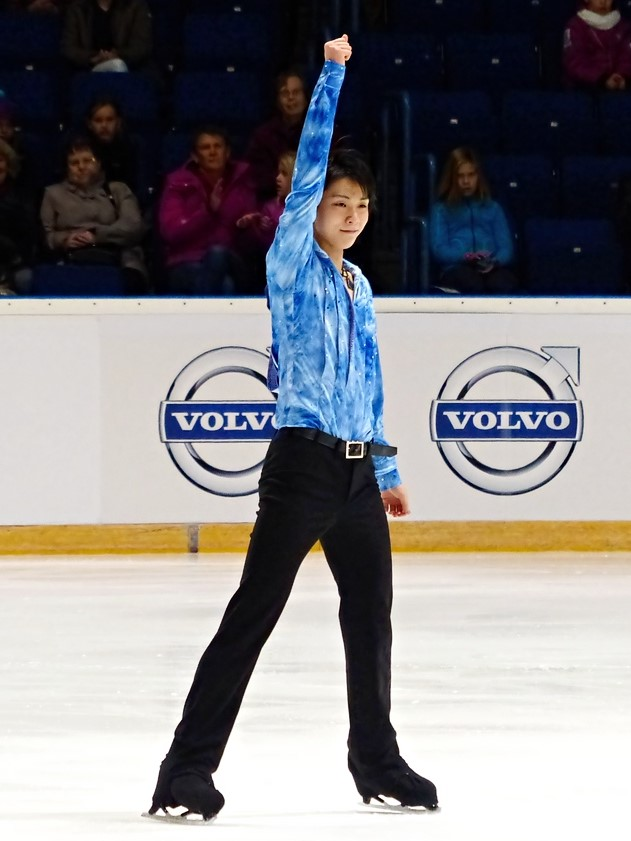
"Parisienne Walkways" (2013)

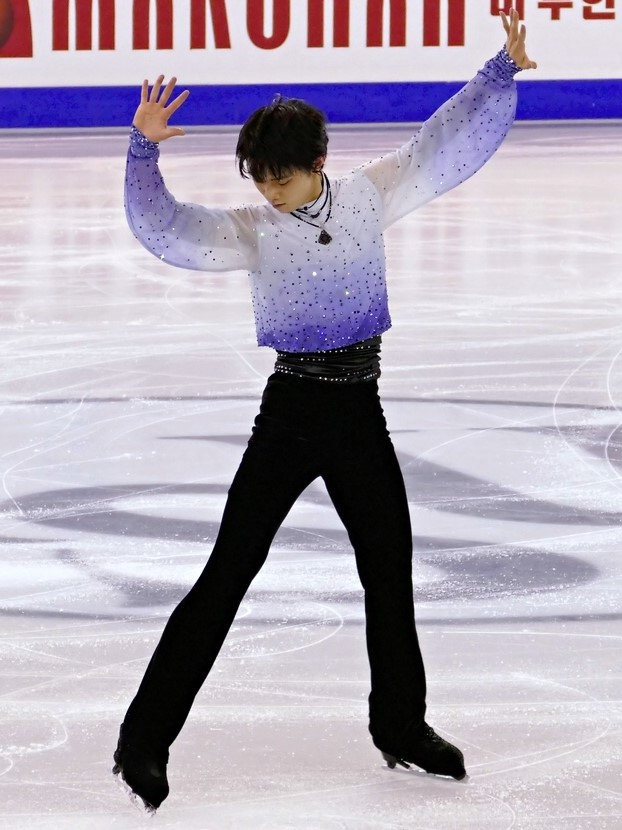
"Balada núm. 1 (2014)

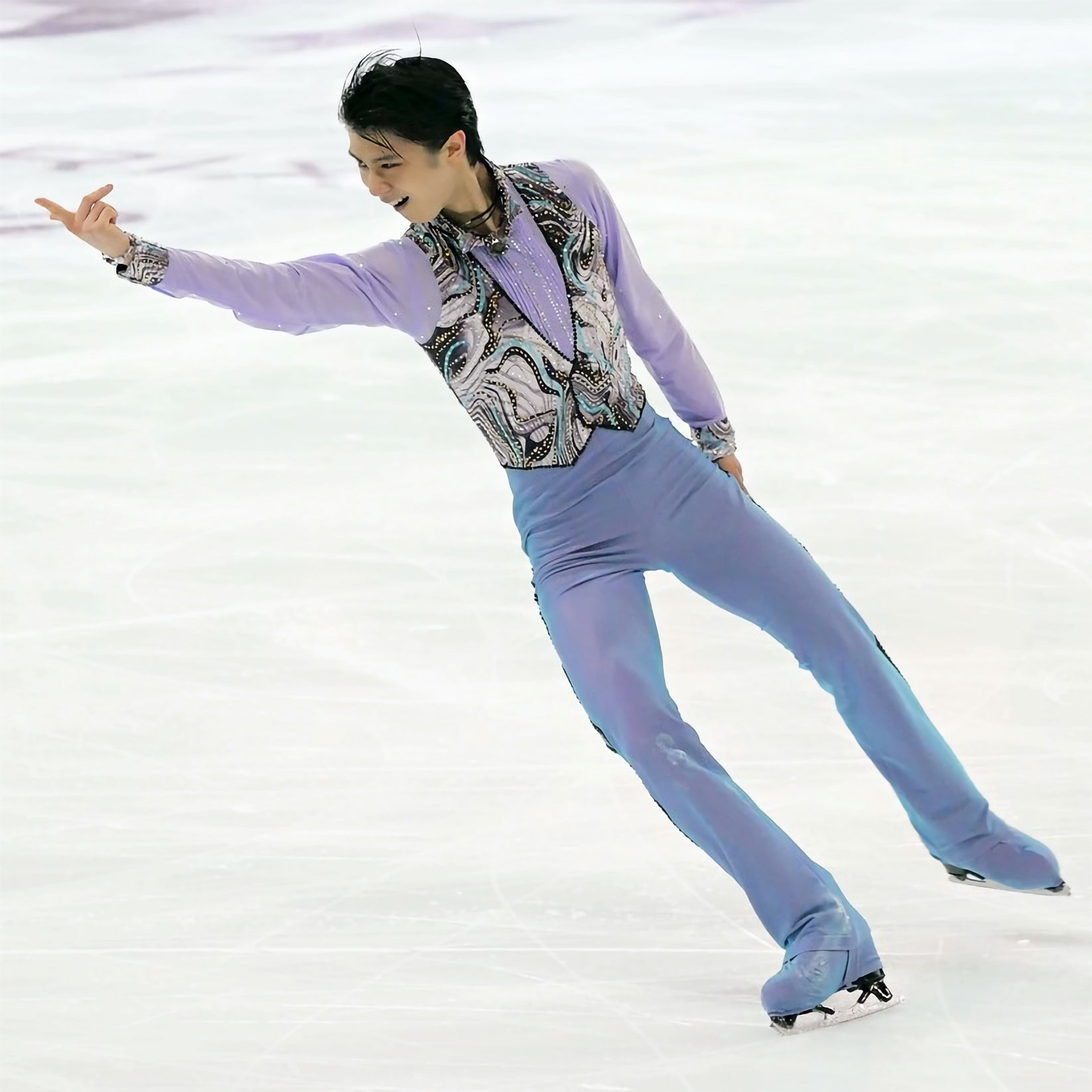
"Let's Go Crazy! (2016)

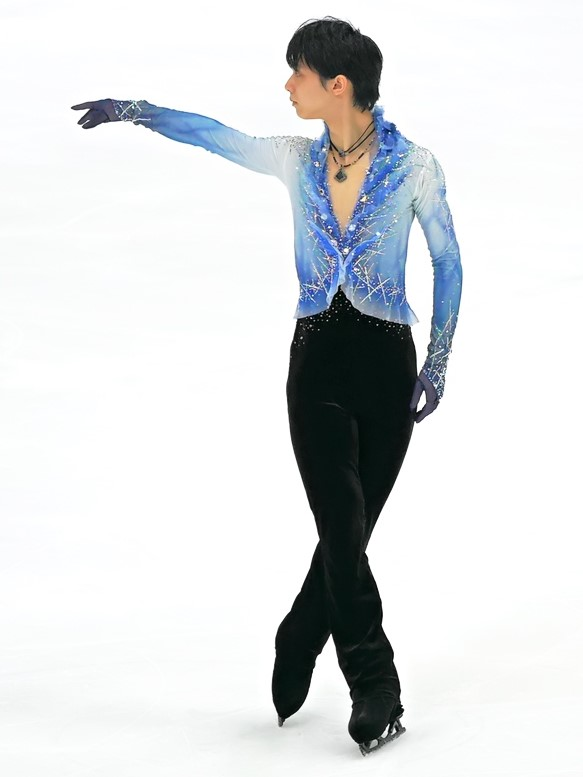
"Otoñal" (2018)

| 2010–11 | - Swan Lake de Piotr Ilitx Txaikovski coreo. d'Abe Nanami                                              | - Zigeunerweisen de Pablo Sarasate coreo. d'Abe Nanami                              |
| 2011–12 | - Estudi en Re sostingut menor d'Alexander Scriabin coreo. d'Abe Nanami                                | - O Verona - Escape de Craig Armstrong - Kissing You de Des’ree coreo. d'Abe Nanami |
| 2012–13 | - Parisienne Walkways de Gary Moore coreo. de Jeffrey Buttle                                           | - Notre-Dame de Paris de Riccardo Cocciante coreo. de David Wilson                  |
| 2013–14 | - Parisienne Walkways de Gary Moore coreo. de Jeffrey Buttle                                           | - Romeo and Juliet de Nino Rota coreo. de David Wilson                              |
| 2014–15 | - Balada núm. 1 de Frédéric Chopin coreo. de Jeffrey Buttle                                            | - The Phantom of the Opera d'Andrew Lloyd Webber coreo. de Shae-Lynn Bourne         |
| 2015–16 | - Balada núm. 1 de Frédéric Chopin coreo. de Jeffrey Buttle                                            | - Onmyōji de Shigeru Umebayashi coreo. de Shae-Lynn Bourne                          |
| 2016–17 | - Let's Gor Crazy de Prince coreo. de Jeffrey Buttle                                                   | - View of Silence - Asian Dream Song de Joe Hisaishi coreo. de Shae-Lynn Bourne     |
| 2017–18 | - Balada núm. 1 de Frédéric Chopin coreo. de Jeffrey Buttle                                            | - Onmyōji de Shigeru Umebayashi coreo. de Shae-Lynn Bourne                          |
| 2018–19 | - Otoñal de Raúl Di Blasio coreo. de Jeffrey Buttle                                                    | - Art on Ice - Magic Stradivarius d'Edvin Marton coreo. de Shae-Lynn Bourne         |
| 2019–20 | - Otoñal de Raúl Di Blasio coreo. de Jeffrey Buttle                                                    | - Art on Ice - Magic Stradivarius d'Edvin Marton coreo. de Shae-Lynn Bourne         |
| 2019–20 | - Balada núm. 1 de Frédéric Chopin coreo. de Jeffrey Buttle                                            | - Onmyōji de Shigeru Umebayashi coreo. de Shae-Lynn Bourne                          |
| 2020–21 | - Let Me Entertain You de Robbie Williams coreo. de Jeffrey Buttle                                     | - Ten to chi to d'Isao Tomita coreo. de Shae-Lynn Bourne                            |
| 2021–22 | - Introduction et rondo capriccioso de Camille Saint-Saëns coreo. de Jeffrey Buttle i Shae-Lynn Bourne | - Ten to chi to d'Isao Tomita coreo. de Shae-Lynn Bourne                            |

1. 1 2  Només al Campionat dels Quatre Continents

## Detall de resultats
- Les millors marques es destaquen en negreta
- WD: competició abandonada

| Temporada 2020-2021      | Temporada 2020-2021                                       | Temporada 2020-2021 | Temporada 2020-2021 | Temporada 2020-2021 |
| Data                     | Esdeveniment                                              | Programa curt       | Programa lliure     | Total               |
| ------------------------ | --------------------------------------------------------- | ------------------- | ------------------- | ------------------- |
| 24 – 28 de març de 2021  | Campionat Mundial de Patinatge Artístic sobre Gel de 2021 | 1 106.98            | 4 182.20            | 3 289.18            |
| 24-27 de desembrede 2020 | Campionat Nacional del Japó de 2020                       | 1 103.53            | 1 215.83            | 1 319.36            |

| Temporada 2019-2020       | Temporada 2019-2020                   | Temporada 2019-2020 | Temporada 2019-2020 | Temporada 2019-2020 |
| Data                      | Esdeveniment                          | Programa curt       | Programa lliure     | Total               |
| ------------------------- | ------------------------------------- | ------------------- | ------------------- | ------------------- |
| 4-9 de febrer de 2020     | Campionat dels Quatre Continents 2020 | 1 111.82            | 1 187.60            | 1 299.42            |
| 18-22 de desembrede 2019  | Campionat Nacional del Japó de 2019   | 1 110.72            | 3 172.05            | 2 282.77            |
| 5–8 de desembre de 2019   | Final del Grand Prix 2019-2020        | 2 97.43             | 2 194.00            | 2 291.43            |
| 22–24 de novembre de 2019 | Trofeu NHK 2019                       | 1 109.34            | 1 195.71            | 1 305.05            |
| 25–27 d'octubre de 2019   | Skate Canada International 2019       | 1 109.60            | 1 212.99            | 1 322.59            |
| 12–14 de setembre de 2019 | CS Autumn Classic International 2019  | 1 98.38             | 1 180.67            | 1 279.05            |

| Temporada 2018-2019       | Temporada 2018-2019                                       | Temporada 2018-2019 | Temporada 2018-2019 | Temporada 2018-2019 |
| Data                      | Esdeveniment                                              | Programa curt       | Programa lliure     | Total               |
| ------------------------- | --------------------------------------------------------- | ------------------- | ------------------- | ------------------- |
| 18–24 de març de 2019     | Campionat Mundial de Patinatge Artístic sobre Gel de 2019 | 3 94.87             | 2 206.10            | 2 300.97            |
| 6–9 de desembre de 2018   | Final del Grand Prix de 2018-2019                         | WD                  | WD                  | WD                  |
| 16–18 de novembre de 2018 | Copa Rostelecom 2018                                      | 1 110.53            | 1 167.89            | 1 278.42            |
| 2–4 de novembre de 2018   | Grand Prix d'Helsinki 2018                                | 1 106.69            | 1 190.43            | 1 297.12            |
| 20–22 de setembre de 2018 | CS Autumn Classic International de 2018                   | 1 97.74             | 2 165.91            | 1 263.65            |

| Temporada 2017-2018       | Temporada 2017-2018                  | Temporada 2017-2018 | Temporada 2017-2018 | Temporada 2017-2018 |
| Data                      | Esdeveniment                         | Programa curt       | Programa lliure     | Total               |
| ------------------------- | ------------------------------------ | ------------------- | ------------------- | ------------------- |
| 16–17 de febrer de 2018   | Jocs Olímpics d'Hivern de 2018       | 1 111.68            | 2 206.17            | 1 317.85            |
| 20–22 d'octubre de 2017   | Copa Rostelecom 2017                 | 2 94.85             | 1 195.92            | 2 290.77            |
| 20–23 de setembre de 2017 | CS Autumn Classic International 2017 | 1 112.72            | 5 155.52            | 2 268.24            |

| Temporada 2016-2017                  | Temporada 2016-2017                   | Temporada 2016-2017 | Temporada 2016-2017 | Temporada 2016-2017 |
| Data                                 | Esdeveniment                          | Programa curt       | Programa lliure     | Total               |
| ------------------------------------ | ------------------------------------- | ------------------- | ------------------- | ------------------- |
| 20–23 d'abril de 2017                | Trofeu per equips de la ISU 2017      | 7 83.51             | 1 200.49            | 1 - 3 284.00        |
| 29 de març – 2 d'abril de 2017       | Campionat Mundial de Patinatge 2017   | 5 98.39             | 1 223.20            | 1 321.59            |
| 14–19 de ferbrer de 2017             | Campionat dels Quatre Continents 2017 | 3 97.04             | 1 206.67            | 2 303.71            |
| 7–11 de desembre de 2016             | Final del Grand Prix de 2016–2017     | 1 106.53            | 3 187.37            | 1 293.90            |
| 25–27 de novembre de 2016            | Trofeo NHK 2016                       | 1 103.89            | 1 197.58            | 1 301.47            |
| 28–30 d'octubre de 2016              | Skate Canada International 2016       | 4 79.65             | 1 183.41            | 2 263.06            |
| 29 de setembre – 1 d'octubre de 2016 | CS Autumn Classic International 2016  | 1 88.30             | 1 172.27            | 1 260.57            |

## Historial de competicions
| Esdeveniment                                | 2008-09 | 2009-10 | 2010-11 | 2011-12 | 2012-13 | 2013-14 | 2014-15 | 2015-16 | 2016-17 | 2017-18 | 2018-19 | 2019-20 | 2020-21 |
| ------------------------------------------- | ------- | ------- | ------- | ------- | ------- | ------- | ------- | ------- | ------- | ------- | ------- | ------- | ------- |
| Jocs Olímpics                               |         |         |         |         |         | 1.º     |         |         |         | 1.º     |         |         |         |
| Campionat Mundial                           |         |         |         | 3.º     | 4.º     | 1.º     | 2.º     | 2.º     | 1.º     |         | 2.º     |         | 3.º     |
| Quatre Continents                           |         |         | 2.º     |         | 2.º     |         |         |         | 2.º     |         |         | 1.°     |         |
| Campionat del Japó                          | 8.º     | 6.º     | 4.º     | 3.º     | 1.º     | 1.º     | 1.º     | 1.º     | WD      | WD      | WD      | 2.º     | 1.°     |
| Final del Grand Prix                        |         |         |         | 4.º     | 2.º     | 1.º     | 1.º     | 1.º     | 1.º     |         | WD      | 2.°     |         |
| Trofeu Éric Bompard (Grand Prix)            |         |         |         |         |         | 2.º     |         |         |         |         |         |         |         |
| Skate Canada International (Grand Prix)     |         |         |         |         |         | 2.º     |         | 2.º     | 2.º     |         |         | 1°      |         |
| Copa de Rússia/Copa Rostelecom (Grand Prix) |         |         | 7.º     | 1.º     |         |         |         |         |         | 2.º     | 1.º     |         |         |
| Trofeu NHK (Grand Prix)                     |         |         | 4.º     |         | 1.º     |         | 4.º     | 1.º     | 1.º     | WD      |         | 1.°     |         |
| Copa de la Xina (Grand Prix)                |         |         |         | 4.º     |         |         | 2.º     |         |         |         |         |         |         |
| Grand Prix d'Helsinki (Grand Prix)          |         |         |         |         |         |         |         |         |         |         | 1°      |         |         |
| Autumn Classic (Challenger Series)          |         |         |         |         |         |         |         | 1.º     | 1.º     | 2.º     | 1.º     | 1.°     |         |